# Jerry Brotton
Jeremy Brotton, detto Jerry (Bradford, 1969), è uno storico britannico, noto soprattutto per i suoi studi sulla cartografia rinascimentale.

## Biografia
Dopo aver studiato all'Università del Sussex e all'Università dell'Essex e ottenuto il dottorato alla Queen Mary University of London sotto la supervisione di Lisa Jardine, Jerry Brotton ha insegnato letteratura rinascimentale all'Università di Leeds e alla Royal Holloway di Londra prima di diventare professore di studi rinascimentali alla Queen Mary University nel 2007. Ha lavorato intensivamente sulla cartografia nel rinascimento e sul rapporto tra l'Inghilterra elisabettiana e l'impero ottomano. I suoi libri sono stati tradotti in venti lingue.

## Pubblicazioni
- The Renaissance Bazaar: from Silk Road to Michelangelo, Oxford University Press, 2002. ISBN 9780192802651
- The Renaissance: A Very Short Introduction, Oxford University Press, 2006. ISBN 9780192801630
- The Sale of the Late King's Goods: Charles I and his Art Collection, Macmillan, 2006. ISBN 9780330427098
- A History of the World in Twelve Maps, Allan Lane, 2012. ISBN 9780141034935

La storia del mondo in dodici mappe, Feltrinelli, 2017. ISBN 978-8807890284
- Great Maps: The World's Masterpieces Explored and Explained Dorling Kindserley e Smithsonian Books, 2014. ISBN 978-1465424631

Le grandi mappe. Oltre 60 capolavori raccontano l'evoluzione dell'uomo, la sua storia e la sua cultura, Gribaudo, 2015. ISBN 978-8858014301
- This Orient Isle: Elizabethan England and the Islamic World, Penguin, 2016. ISBN 978-0241004029